# Paleoarqueà
El Paleoarqueà (del grec paleo, 'antic', i arkhé, ‘origen’ o ‘principi’) és una era geològica compresa dins l'Arqueà i que equival a l'època compresa entre 3.600 i 3.200 Ma. Els fòssils d'estructures cel·lulars més antics que es coneixen daten d'aquesta era. Les dades suggereixen que aquestes cèl·lules tenien un metabolisme anaeròbic basat en el sofre.

## Formacions geològiques
- Formació de Strelley Pool[2]